# Lijst van bisschoppen en aartsbisschoppen van Luxemburg
Dit is de lijst van bisschoppen en aartsbisschoppen van Luxemburg (tegelijk de stad als het land). 
| Persoon                 | Periode                             | Toelichting |
| ----------------------- | ----------------------------------- | --- |
| Nicolas Adames          | 27 juni 1870 - 27 september 1883    | Eerste bisschop van het bisdom Luxemburg. |
| Jean Joseph Koppes      | 4 november 1883 - 29 november 1918  | Raakte in 1912 in conflict met de regering over de invoering van het openbaar onderwijs en de afschaffing van de Rooms-katholieke scholen.     |
| Pierre Nommesch         | 8 maart 1920 - 9 oktober 1935       | Droeg bij aan de normalisering van de betrekkingen tussen kerk en staat.                                                                       |
| Joseph Laurent Philippe | 9 september 1935 - 21 oktober 1956  | Verkeerde sinds 1949 in slechte gezondheid. Zijn taken werden sindsdien waargenomen door Léon Lommel.                                          |
| Léon Lommel             | 21 oktober 1956 - 13 februari 1971  | Op 29 april 1941, samen met andere geestelijken van het seminarie waar hij werkte, naar Frankrijk verbannen.                                   |
| Jean Hengen             | 13 februari 1971 - 21 december 1990 | 13-02-1971: bisschop van Luxemburg. 16-05-1985: aartsbisschop op persoonlijke titel. 23-04-1988: aartsbisschop van Luxemburg.                  |
| Fernand Franck          | 2 februari 1991 - 12 juli 2011      | Was voor hij aartsbisschop werd werkzaam voor de Heilige Stoel, als secretaris-generaal van de Congregatie voor de Verbreiding van het Geloof. |
| Jean-Claude Hollerich   | 12 juli 2011 - heden                | Werd op 16 oktober 2011 tot aartsbisschop gewijd.                                                                                              |